# Słup kilometrowy w Warszawie
Słup kilometrowy w Warszawie – warszawski kilometr zerowy. Znajduje się przy rondzie Dmowskiego, u zbiegu Alej Jerozolimskich i ul. Marszałkowskiej

## Opis
Został ustawiony pomiędzy rokiem 1952 a 1955 podczas budowy placu Defilad oraz porządkowania terenu i przebudowy ulic wokół Pałacu Kultury i Nauki. Słup został wykonany z polerowanych bloków granitowych, na których umieszczono odległości do stolic europejskich oraz polskich miast wojewódzkich. Jego budowa nawiązywała historycznie do polskiego znakownictwa drogowego.
W kwietniu 1971 słup-drogowskaz przeniesiono kilka metrów bliżej przebudowanego ronda.